# شریف دلارام
شریف دلارام (زادهٔ ۱۳۳۱ در شیراز) بوکسور پیشین اهل ایران می‌باشد. وی در بازی‌های آسیایی ۱۹۷۴ در تهران توانست در وزن ۷۱ کیلوگرم نشان طلا را به دست بیاورد. این مدال وی نخستین مدال طلای ایران در رقابت‌های بوکس بازی‌های آسیایی و نخستین طلای ورزشکاران اهل شیراز در بازی‌های آسیایی بود.